# Crenichthys baileyi grandis
Crenichthys baileyi grandis is een ondersoort van de straalvinnige vissen uit de familie van de levendbarende tandkarpers (Goodeidae). De wetenschappelijke naam van de soort is voor het eerst geldig gepubliceerd in 1981 door Williams & Wilde.